# Weißseitendelfin
Der Weißseitendelfin (Leucopleurus acutus, Synonym: Lagenorhynchus acutus) ist ein Delfin, der in den kalten bis gemäßigten Regionen des nördlichen Atlantik anzutreffen ist.

## Merkmale

Körpergröße im Vergleich zum Menschen

Mit einer Körperlänge von maximal 2,70 Metern und einem Gewicht von 230 Kilogramm bei den Männchen und 2,20 Metern und einem Gewicht von 180 Kilogramm bei den Weibchen ist der Weißseitendelfin ein wenig größer als die meisten Delfinarten. Das Hauptkennzeichen dieser Art ist der große, weiße bis gelbliche Fleck, der beidseitig hinter der Rückenfinne beginnt und sich an den Flanken der Tiere entlangzieht. Das Kinn, die Kehle und der Bauch der Tiere sind weiß, die Flipper, die Finne und der Rücken sind bis auf den Seitenfleck dunkelgrau bis schwarz. Ein weiterer, kleinerer, weißer Fleck befindet sich außerdem unterhalb der Finne, darunter zieht sich ein hellgrauer Streifen von der Schnauze über die Augen und die Flanken bis zum Schwanzstiel. Im Oberkiefer befinden sich 29 bis 40, im Unterkiefer 31 bis 38 kleine, konische Zähne.
Die Weibchen erreichen ihre Geschlechtsreife mit sechs bis zwölf Jahren, die Männchen mit sieben bis elf Jahren. Die Tragzeit dauert elf Monate und die darauf folgende Stillzeit dauert eineinhalb Jahre an. Bei der Geburt sind die Tiere etwa 1,20 Meter lang und haben ein Gewicht von 20 Kilogramm. Die männlichen Delfine werden maximal 22 Jahre alt, die weiblichen 27.

## Verhalten
Weißseitendelfine bilden Gruppen, die abhängig vom Lebensraum in ihrer Größe von wenigen Exemplaren bis zu einigen Hundert variieren können. Dabei bilden sich im Bereich von Neufundland Gruppen von etwa 60 Tieren, während die Gruppen um Island in der Regel aus weniger als zehn Exemplaren bestanden. Aufgrund von Magenanalysen gestrandeter Exemplare konnte festgestellt werden, dass die Hauptnahrung der Tiere aus Fischen wie kleinen Makrelen, Heringen, Stinten, Sandaalen, verschiedenen Dorschen und Seehechten sowie aus Tintenfischen besteht. Weißseitendelfine tauchen nicht lange und wahrscheinlich auch nicht tief. Bei einem markierten Exemplar wurde eine maximale Tauchdauer von vier Minuten gemessen, wobei die meisten Tauchgänge weniger als eine Minute lang waren. Weißseitendelfine sind akrobatisch und verspielt und kommen auch nahe an Boote heran, um auf der Bugwelle zu reiten, sind jedoch etwas zurückhaltender als der Gemeine Delfin und der Weißschnauzendelfin.

## Verbreitung

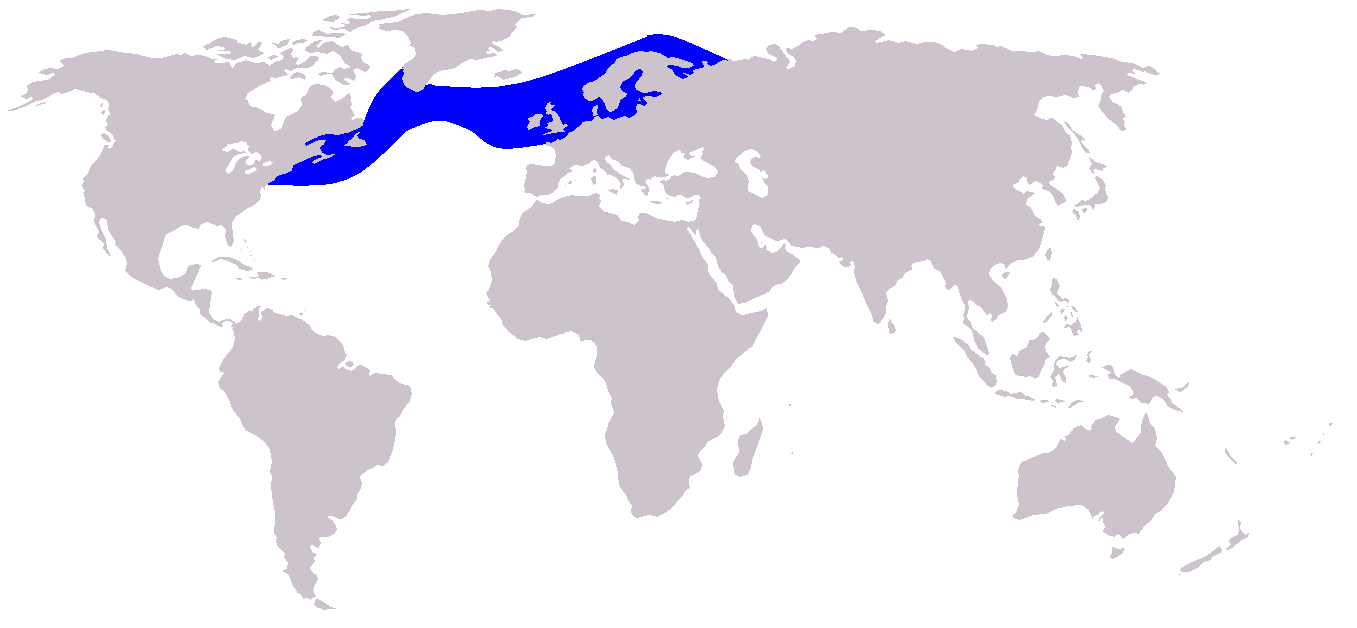
Verbreitung

Der Weißseitendelfin lebt ausschließlich im gemäßigten bis kalten nördlichen Atlantischen Ozean. Er kommt dabei im Küstenbereich von Neufundland und Cape Cod sowie im Meeresbereich zwischen Großbritannien, Island, Grönland und Norwegen vor. Auch in der Nordsee, im Skagerrak und im Kattegat ist er anzutreffen. Die Nordgrenze des Verbreitungsgebietes ist nur wenig bekannt, reicht aber mit einiger Sicherheit bis zu den Südküsten von Grönland, Island und Spitzbergen. Man geht dabei von aktuell zwischen 150.000 und 300.000 Individuen aus.

## Systematik
Der Weißseitendelfin wurde 1828 durch den britischen Zoologen John Edward Gray unter der Bezeichnung Delphinus acutus erstmals wissenschaftlich beschrieben. Später wurde er für eine lange Zeit in die Gattung der Kurzschnauzendelfine (Lagenorhynchus) geführt. Die Art ist jedoch systematisch isoliert und steht an der Basis des Delfinstammbaums, bildet also die Schwestergruppe aller anderen rezenten Delfine. Er wurde deshalb in die monotypische Gattung Leucopleurus gestellt.

## Bejagung

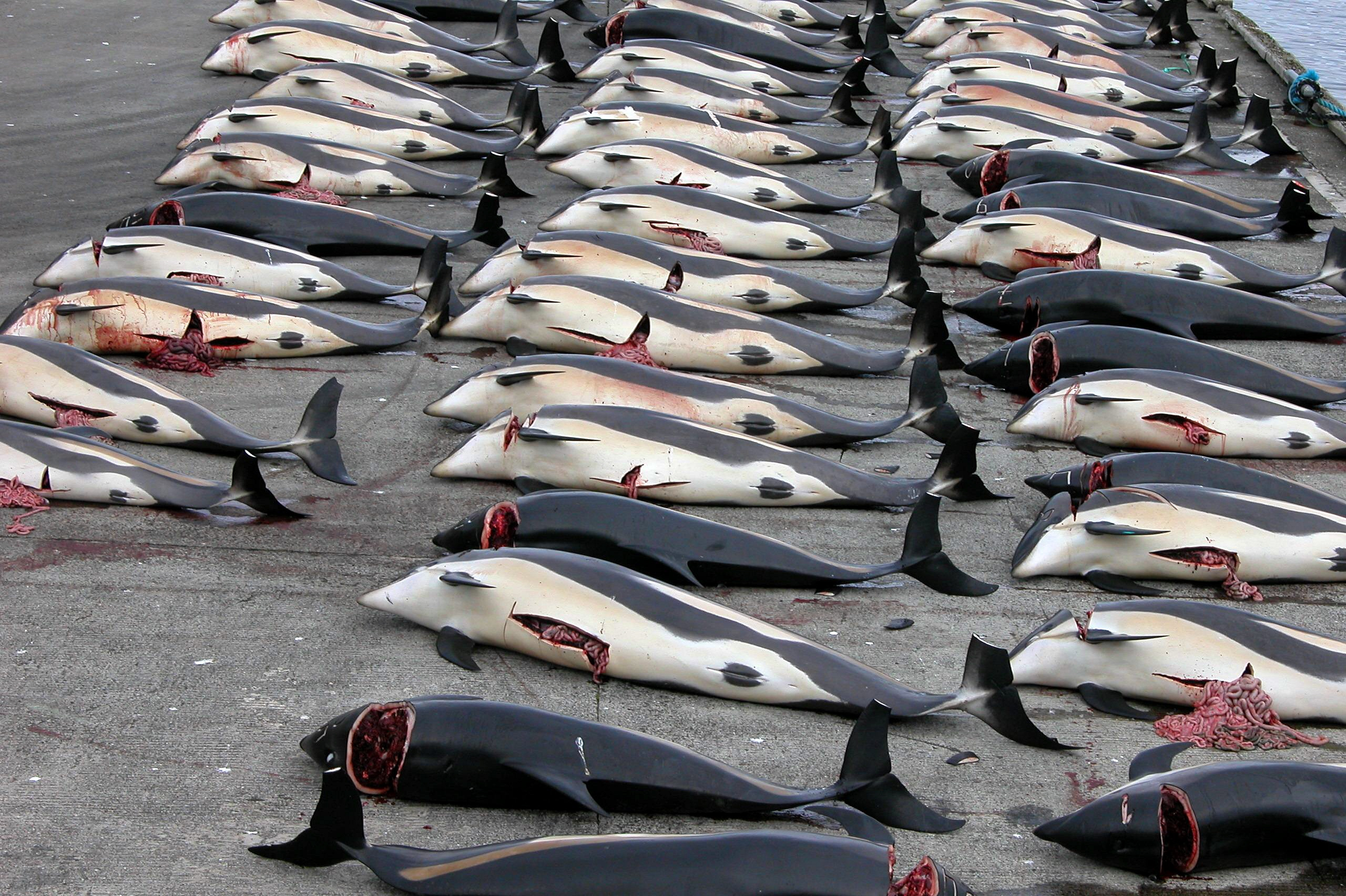
Hvalba (Färöer), 26. August 2006

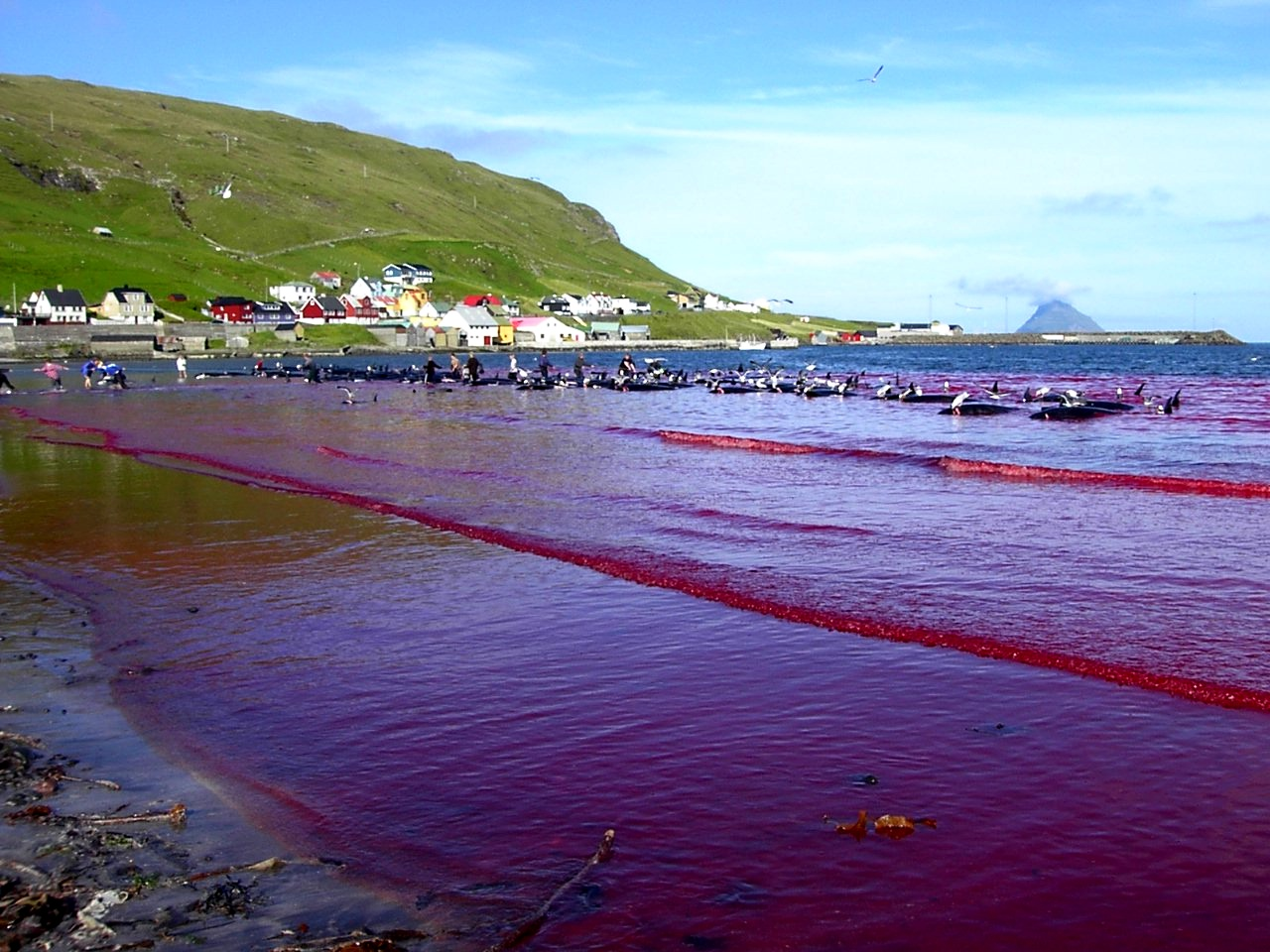
Strand und Wasser nach der Treibjagd, Hvalba 2005

Der Weißseitendelfin wurde früher im gesamten Bereich zwischen Norwegen und Neufundland bejagt, heute nur bei den Färöern. Von 2011 bis 2015 waren es nach Angaben der IUCN im Durchschnitt jährlich 160 Exemplare, die gefischt wurden. Laut der IUCN ist diese Art nicht gefährdet.
Seit der Besiedlung der Färöer vor mehr als tausend Jahren werden Treibjagden auf verschiedene Zahnwale betrieben, Grindadráp genannt. In einer Treibjagd wird eine Gruppe oder Schule von Delfinen von Booten in einem Halbkreis in eine zugelassene Walfangbucht getrieben, um dort erlegt zu werden. Bloch and Mikkelsen (2009) konnten historische Dokumente zu den Fangzahlen der Treibjagden bis in das Jahr 1872 finden. Offizielle Fischereistatistiken werden im färöischen Nationalarchiv aufbewahrt. Eine Kopie befindet sich im Naturkundemuseum der Färöer, das die Überwachung übernommen hat und bis heute eine kontinuierliche Statistik über den Treibjagdfang führt. Offizielle Berichte dokumentieren auch, welche Arten an welchen Standorten gefangen wurden und ob die gefangenen Schulen verschiedene Arten beinhalten. Diese Dokumente enthalten Informationen über insgesamt 9.435 gefangene Weißstreifendelfine, die bei 158 Fangfahrten im Zeitraum von 1872 bis 2009 gefangen wurden. Durchschnittlich wurden dabei 68 Tiere erbeutet. Sofern man die Jahre, in denen keine Tiere gefunden wurden, herausnimmt, kommt man auf einen Durchschnitt von 168 getöteten Weißseitendelfinen.
Im September 2021 wurden 1428 Tiere im  Fjord Skálafjørður erlegt.